# Elizabeth Pakenham, Countess of Longford

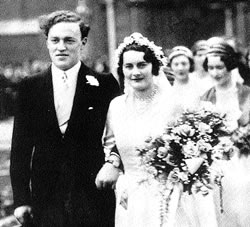
Frank und Elizabeth Pakenham, 1931

Elizabeth Pakenham, Countess of Longford, auch bekannt als Elizabeth Longford CBE (* 30. August 1906 in London als Elizabeth Harman; † 23. Oktober 2002 in East Sussex) war eine britische Historikerin, Journalistin und Schriftstellerin.

## Leben und Wirken
Elizabeth Harman wurde 1906 als Tochter des Augenarztes Nathaniel Bishop Harman geboren. Zu ihren weiteren Verwandten zählten die Staatsmänner Joseph Chamberlain, ihr Großonkel, und Neville Chamberlain, ihr Cousin.
Bis zu ihrem fünfzehnten Lebensjahr wurde Harman von Hauslehrern unterrichtet. Danach besuchte sie die renommierte Mädchenschule Francis Holland School. Ihr Studium – Literatur und Geschichte – absolvierte sie an der Lady Margaret Hall, einem College der University of Oxford.
Zwischen 1929 und 1935 hielt sie Vorträge für die Workers Education Association. 1935 und 1950 kandidierte sie vergeblich als Kandidatin der Labour Party bei den Wahlen zum britischen Unterhaus. Darüber hinaus betätigte sie sich als freie Journalistin für die Tageszeitungen Daily Express und Sunday Times und veröffentlichte eine Reihe von Büchern.
Zu größter Berühmtheit ist ihr Ausspruch über Queen Victorias „größtes Vermächtnis an ihr Volk“ gelangt. Dies nämlich sei ihre Weigerung gewesen, „den Geburtsschmerz als gottgewolltes Schicksal der Frau hinzunehmen.“

## Ehe und Nachkommen
Am 3. November 1931 heiratete Harman in der St. Margaret Church in Westminster den Politiker und Sozialreformer Sir Frank Aungier Pakenham (1905–2001), den zweiten Sohn des britischen Generals Thomas Pakenham, 5. Earl of Longford, und seiner Gattin Lady Mary Julia Child-Villiers. Nach der Eheschließung nahm sie den Namen ihres Mannes an und war fortan als Lady Elizabeth Pakenham bekannt. Aus der Ehe, die als glücklich galt, gingen acht Kinder hervor:
- Lady Antonia Margaret Caroline (* 27. August 1932), Autorin und Commander of the British Empire (CBE)

⚭ 1956–1977 Hon. Sir Hugh Charles Patrick Joseph Fraser
⚭ 1980 Harold Pinter
- Thomas Frank Dermot (* 14. August 1933), 8. Earl of Longford; Historiker und Autor ⚭ 1964 Valerie Susan McNair Scott
- Hon. Patrick Maurice (* 17. April 1937) ⚭ 1968 Mary Elizabeth Plummer
- Lady Judith Elizabeth (* 14. August 1940), Dichterin ⚭ 1963–1982 Alexander John Kazantis
- Lady Rachel Mary (* 11. April 1942), Autorin und Präsidentin der britischen P.E.N. ⚭ 1967 Kevin Billington
- Hon. Michael Aidan (* 3. November 1943) ⚭ 1980 Meta Landreth Doak
- Lady Catherine Rose (1946–1969 bei einem Autounfall), Journalistin
- Hon. Kevin John Toussaint (* 1. November 1947) ⚭ 1972 Ruth Lesley Jackson

Nach dem Tod ihres Schwiegervaters im Jahre 1961 erbte Harmans Ehemann den Titel eines Earl of Longford, so dass sie als seine Gattin sich fortan Elisabeth Pakenham, Countess of Longford, nennen durfte. 2001 erhielt sie nach dem Tode ihres Mannes den Titel einer Dowager Countess of Longford unter dem sie in ihrem letzten Lebensjahr bekannt war.

## Sonstiges
Ihr jüngerer Bruder, John Bishop Harman (1907–1994), war ein bekannter Psychiater, Präsident der Medical Defence Union und Vorsitzender der British National Formulary. Im Prozess (1957) gegen den Mediziner John Bodkin Adams war er für die Verteidigung der medizinische Experte. Seine Tochter, Harriet Harman (* 1950), ist die stellvertretende Vorsitzende der Labour-Partei; unter der Regierung von Tony Blair und Gordon Brown erhielt sie einen Ministerposten und war Abgeordnete im Europäischen Parlament in Brüssel.

## Primärliteratur
| - Jameson's Raid. The Prelude to the Boer War, London 1960. - Wellington. The Years of the Sword, London 1969. - Wellington. Pillar of State, London 1972. - Winston Churchill. Authorized by the Winston Churchill Foundation, London 1974. - The Life of Byron (The Library of World Biography), London 1976. - Royal House of Windsor, London 1976. - Queen. A Penguin Special, London 1977. - Pilgrimage of Passion. Life of Wilfred Scawen Blunt, London 1979. - Images of Chelsea, London 1980. | - The Queen Mother. A Biography, London 1981. - Women in History. Thirty-five Centuries of Feminine Achievement, London 1981. - The Royal House of Windsor, London 1984. - The Oxford Book of Royal Anecdotes, London 1989. - Darling Loosy. Letters to Princess Louise, 1856–1939, London 1991. - Royal Throne. Future of the Monarchy, London 1993. - Queen Victoria, London 2005. |

## Sekundärliteratur
- Alfred A. Knopf: The Memoirs of Elizabeth Longford, New York 2003.